# Joseph Callens
Joseph Maria Leo Callens (* 22. Februar 1904 in Antwerpen; † 8. April 1979 ebenda) war ein belgischer Schwimmer und Wasserspringer.

## Karriere
Callens nahm 1920 erstmals an Olympischen Spielen teil. In Antwerpen scheiterte er im Kunstspringen an der Finalqualifikation. Vier Jahre später folgte bei den Spielen in Paris seine zweite Teilnahme. Auch hier endete der Wettbewerb über 4 × 200 m Freistil mit der belgischen Staffel für ihn nach dem Vorlauf. Im selben Jahr wurde er belgischer Meister über 200 m Freistil.